# 3983 Sakiko
3983 Sakiko este un asteroid din centura principală, descoperit pe 20 septembrie 1984 de Antonín Mrkos.